# Sigma Sound Studios
Sigma Sound Studios — студія звукозапису, заснована в 1968 році звукорежиссером Джозефом Тарсією. Розташовувалась у Філадельфії, штат Пенсільванія. Вважалася меккою «Філадельфійського саунда».
Розташована в Філадельфії за адресою 212 North 12th Street, це була одна з перших студій в США, обладнана 24-доріжковим магнітофоном, і перша студія, успішно застосувала консольну автоматизацію. В 1997 році власник студії Джозеф Тарсія, який був головним звукорежисером філадельфійської студії Cameo-Parkway Studios, а також відкрив філію Sigma Sound Studios у Нью-Йорку, у будівлі Театру Еда Саллівана.

## Історія
З самого початку Sigma Sound Studios міцно асоціювалася з філадельфійським соулом, а в 1970-х — із звучанням музикантів лейблу Philadelphia International Records Гембла та Хаффа (його характерний ритм став попередником диско-музики), а також із класичними, витонченими продюсерськими роботами. Їх характерною рисою був стиль продюсування з допомогою струнних і духових інструментів, що став відомим як «Філадельфійський саунд». Успіх цього звучання залучив до студії виконавців та продюсерів з усіх куточків країни, а також Європи та Японії. До кінця 1970-х Sigma мала 10 залів, що працювали цілодобово і без вихідних. Генеральний менеджер Sigma, Гаррі Чіпець, керував бізнес-процесами, працюючи пліч-о-пліч з Тарсіа над розвитком штату, який на піку затребуваності студії налічував близько 50 осіб. Sigma отримала понад 200 золотих та платинових нагород, а також мала велику клієнтську базу, яка починається з Арети Франклін та закінчується ZZ Top.
Девід Боуї записав більшу частину альбому Young Americans у Sigma Philadelphia (серпень 1974 року). 1983 року Мадонна використала нью-йоркську студію для запису своєї дебютної платівки. 15 квітня 1972 року співак та автор пісень Біллі Джоел та його гастрольний гурт відіграли годинний концерт у Sigma Studios. Запис пісні «Captain Jack» (англ.) рос. З цього заходу здобула популярність на місцевих радіостанціях задовго до мейнстримової слави Джоела, що допомогло йому завоювати популярність по всій країні.
На Sigma Sound Studios також писав свої пісні Біллі Пол разом із записаною в 1972 році Me and Mrs. Jones яка стала всесвітім хітом.

## Закриття та продаж
Тарсія продав нью-йоркську студію 1988 року, а філадельфійську — 2003-го, але вони, як і раніше, зберегли назву Sigma Sound Studios. 6000 незатребуваних записів із 35-річної бібліотеки Sigma тепер є частиною Аудіоархіву Університету Дрекселя. У 2019 році MAD Dragon Music Group при Університеті Дрекселя випустила 14, треків які вважалися загубленими, The Nat Turner Rebellion, які були частиною архіву.